# Chlum (Přestavlky u Čerčan)
Chlum is een Tsjechische plaats in de gemeente Přestavlky u Čerčan, regio Midden-Bohemen, en maakt deel uit van het district Benešov. Het dorp ligt op 1 kilometer afstand van Přestavlky u Čerčan.
Chlum telt geen vaste inwoners (2021).

## Geschiedenis
Sinds 1960 is Chlum volledig ondergebracht bij het district Benešov. Op 19 mei 2020 werd Chlum een deelgemeente van Přestavlky u Čerčan.

## Vakantieoord
Chlum bestaat uit twee dorpsdelen met uitsluitend vakantiehuizen. Het eerste deel bevindt zich aan de vijver bij de Čerčanskýbeek; de grotere op de nabijgelegen heuvel Čerčanský chlum (Duits: Chlumberg). In 2020 werden 19 vakantiewoningen geteld.

## Verkeer en vervoer

### Autowegen
Er leidt een ongemarkeerde weg naar het dorp.